# Liste der Monuments historiques in Falicon
Die Liste der Monuments historiques in Falicon führt die Monuments historiques in der französischen Gemeinde Falicon auf.

## Liste der Bauwerke
| Bezeichnung          | Beschreibung                                         | Standort          | Kennzeichnung | Schutzstatus | Datum | Bild           |
| -------------------- | ---------------------------------------------------- | ----------------- | ------------- | ------------ | ----- | -------------- |
| Pyramide von Falicon | Eingangsbauwerk zur Grotte von Ratapignata, vor 1814 | La Bastide (Lage) | PA06000029    | Inscrit      | 2007  | weitere Bilder |